# Teenui
Teenui – osada na Wyspach Cooka (terytorium stowarzyszonego z Nową Zelandią); na wyspie Atiu; 147 mieszkańców (2006). Przemysł spożywczy.